# 프루노

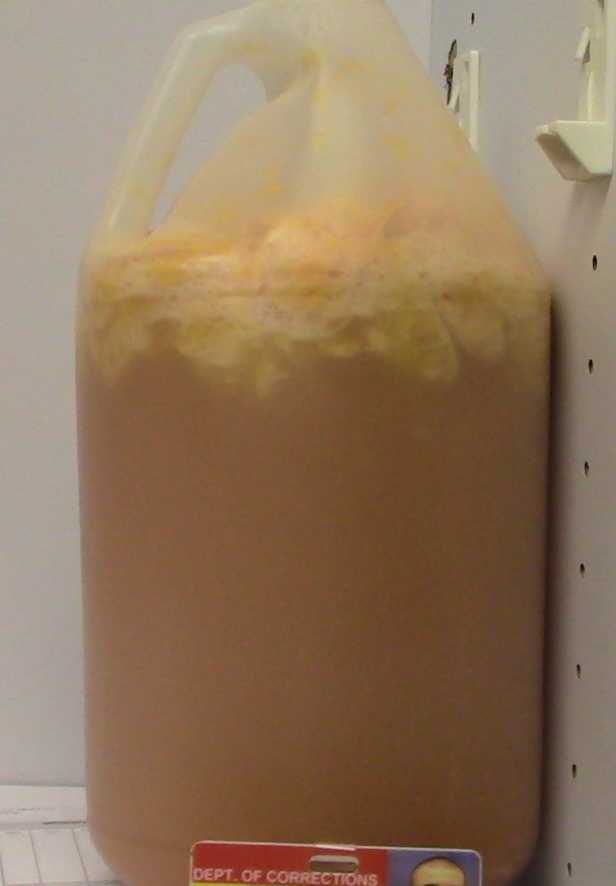
수감자로부터 압수한 오렌지로 만든 용량의 밀반입된 교도소 술

프루노(Pruno)는 교도소 밀주(prison hooch) 또는 교도소 와인(prison wine)으로도 알려져 있으며, 미국에서 즉흥적으로 만든 술을 묘사하는 데 사용되는 용어이다. 이는 사과, 오렌지, 과일 칵테일, 과일 주스, 딱딱한 사탕, 설탕, 고과당 시럽, 그리고 부스러뜨린 빵을 포함한 다른 재료로 다양하게 만들어진다. 빵에는 프루노가 발효하는 데 필요한 효모가 포함되어 있다고 잘못 알려져 있다. 프루노는 미국 교도소에서 유래했으며, 수감자들이 사용할 수 있는 제한된 장비와 재료로 생산할 수 있다. 오직 비닐 봉지, 뜨거운 물, 그리고 발효 중에 과육을 숨기기 위한 수건이나 양말만으로 만들 수 있다. 최종 결과물은 "쓸개즙 맛이 나는 와인 쿨러"로 묘사되었다. 발효 시간(항상 교도관에게 발각될 위험과 균형을 이룸), 설탕 함량, 재료 및 준비의 품질에 따라 프루노의 알코올 도수는 2%(매우 약한 맥주와 동일)에서 14%(강한 와인과 동일)까지 다양할 수 있다.

## 설명
일반적으로 과일의 발효 덩어리(미국 교도소 용어로 모터 또는 키커라고 불림)는 발효를 더 빠르게 시작하기 위해 배치마다 보관된다. 설탕을 더 많이 넣을수록 더 높은 알코올 함량을 얻을 가능성이 커진다. 일정 지점을 넘어서면 발효의 부산물(주로 알코올)이 효모의 환경을 너무 오염시켜 더 이상 발효를 계속할 수 없게 되어 모터가 죽거나 휴면 상태가 된다. 이는 또한 최종 제품의 맛을 저하시킨다. 아스코르브산 분말은 특정 시점에서 발효를 멈추는 데 사용되기도 하며, 첨가된 산의 톡 쏘는 맛과 결합하여 프루노와 관련된 달콤하고 물리는 맛을 줄여 맛을 어느 정도 향상시킨다.
2004년과 2005년에 캘리포니아의 두 교도소에서 수감자들 사이에서 보틀리눔 중독 발생이 보고되었다. 미국 질병통제예방센터는 두 경우 모두 프루노를 만드는 데 사용된 감자가 원인이라고 의심한다. 2012년에는 애리조나와 유타의 교도소에서 감자 기반 프루노로 인한 유사한 보틀리눔 중독 발생이 수감자들 사이에서 보고되었다.
수감자들은 술을 소지하는 것이 허용되지 않으며, 교도관들은 프루노를 발견할 때마다 압수한다. 프루노를 근절하기 위해 일부 교도소장은 모든 신선한 과일, 과일 주스, 과일 기반 식품을 교도소 식당에서 금지하기까지 했다. 하지만 이것만으로는 항상 충분하지 않다. 거의 전적으로 자우어크라우트와 오렌지 주스로 만든 프루노 종류도 있다. 교도소와 구치소 모두 수감자 감방 내에서의 음식 사재기는 수감자들이 재료를 확보하고 프루노를 생산할 수 있게 한다. 구치소와 교도소 수감자 감방 수색 중에 교도관들은 프루노 생산을 막기 위해 과도하거나 허가되지 않은 식품을 제거한다. 프루노는 침대 밑, 변기 안, 벽 안, 쓰레기통, 샤워실 등 수감자들이 교도관과 간수들의 눈을 피해 프루노를 안전하게 양조할 수 있다고 느끼는 모든 곳에 숨겨진다.
샌 퀜틴 주립 교도소의 사형수인 자비스 제이 마스터스는 그의 시 "교도소 프루노 레시피"에서 자주 언급되는 프루노 레시피를 제공하는데, 이 시는 1992년에 PEN상을 수상했다.
또 다른 프루노 레시피는 마이클 핀켈의 에스콰이어 기사에서 오리건주 사형수 크리스천 롱고에 관한 기사에서 찾을 수 있다.
2004년 라스베이거스에서 열린 미국 홈브루어스 협회(American Homebrewers Association)의 전국 홈브루 컨퍼런스에서 프루노 경연대회와 심사가 열렸다.

## 같이 보기
- 버무 와인
- 찬가 (음료)
- 치차
- 음주 문화
- 젠켐
- 킬유
- 크바스
- 밀조주
- 파하로 베르데
- 포틴 (술)
- 주류 밀매
- 테파체
- 타라 (술)
- 화이트 라이트닝 (사이다)